# Kirch-Gruppe

Logo der Kirch-Gruppe

Die Kirch-Gruppe war bis zur Insolvenz und nachfolgenden Zerschlagung im Jahr 2002 – nach Bertelsmann der zweitgrößte deutsche Medienkonzern. Sie hatte ihren Hauptsitz in München und wuchs über die Jahre aus einem von dem Medienunternehmer Leo Kirch 1955 gegründeten Filmverleih und war bis zuletzt maßgeblich in dessen persönlichem Eigentum. Der Konzern, dessen Unternehmensstruktur zuletzt sehr komplex war, umfasste unter anderem mehrere der größten deutschen privaten Fernsehsender, darunter ProSieben und Sat.1, sowie den Pay-TV-Sender Premiere World (heute Sky Deutschland).
Die Insolvenz wurde durch eine Interview-Äußerung des damaligen Deutsche-Bank-Vorstandsschefs, Rolf-Ernst Breuer, mit ausgelöst, was jahrelange gerichtliche Auseinandersetzungen zur Folge hatte. Am 14. Dezember 2012 urteilte das Oberlandesgericht München, dass Kirch bzw. dessen Erben eine Schadensersatzleistung durch die Deutsche Bank zustehe, deren Höhe durch ein Gutachten zu ermitteln sei. Im Februar 2014 einigten sich beide Seiten außergerichtlich auf 775 Millionen Euro zuzüglich Zinsen.

## Geschichte
Leo Kirch gründete 1955 mit der Sirius Film sein erstes Unternehmen zur Verwertung von Filmrechten. Es folgten 1959 die Beta Film und 1963 die Taurus Film. Als Filmrechtehändler stieg er zu einem der wichtigsten und einflussreichsten Medienunternehmer Deutschlands auf. Das ZDF war über viele Jahre völlig von ihm abhängig und besaß keine eigenen Kontakte zur Filmindustrie in Hollywood.
Im Laufe der Jahrzehnte baute Kirch ein komplexes und unübersichtliches Imperium mit zahllosen Tochterunternehmen und Beteiligungen auf. Die Kirch-Gruppe war unter anderem am Axel-Springer-Verlag sowie an den Fernsehsendern Sat.1, ProSieben, Kabel 1 und DSF beteiligt. Im Jahr 1996 erfolgte die Gründung der Pay-TV-Plattform DF1, die schließlich in Premiere aufging. Nach einer Neustrukturierung gliederte sich die Kirch-Gruppe ab 1999 in drei Dachgesellschaften, die über die KirchHolding GmbH & Co. KG (später TaurusHolding GmbH & Co. KG) miteinander verbunden waren.
Wegen Überschuldung (6,5 Mrd. EUR) musste die KirchMedia im April 2002 Insolvenz anmelden.
In den folgenden Monaten wurde die Unternehmensgruppe zerschlagen. Die ProSiebenSat.1 Media AG übernahm der israelische Investor Haim Saban, die Rechtehandelsgesellschaft BetaFilm und die Klassiksparte Unitel der ehemalige Kirch-Manager Jan Mojto. Die Insolvenz von Premiere konnte knapp verhindert werden.

### Prozess wegen Verletzung des Bankgeheimnisses
Nach Meinung von Leo Kirch verursachte eine bewusste Äußerung über die mangelnde Kreditwürdigkeit des Unternehmens durch den Deutsche-Bank-Manager Rolf-Ernst Breuer in einem Fernsehinterview die Insolvenz. Mit seinem Urteil vom 24. Januar 2006 (AZ: XI ZR 384/03) sprach der Bundesgerichtshof Kirch das Recht auf Schadenersatz grundsätzlich zu. Die Höhe des Schadenersatzes sei in einem separaten Urteil festzulegen.
Kirch starb 2011. Seine Erben forderten bis zu 3,5 Milliarden Euro an Schadenersatz. 2012 lehnte der Vorstand der Deutschen Bank einen fertig ausgehandelten Vergleich ab. Die Bank hätte für die Beilegung des Streits gut 800 Millionen Euro zahlen müssen. Schon zuvor waren Verhandlungen über eine außergerichtliche Einigung wiederholt gescheitert.
Am 14. Dezember 2012 verurteilte das Oberlandesgericht München die Deutsche Bank zu einer Schadenersatzzahlung an die Erben. Das Gericht sah es als erwiesen an, dass Breuer mit seiner umstrittenen Interviewaussage zur Kreditwürdigkeit des Konzerns Kirch geschädigt habe. Die Schadenersatzsumme soll in einem Gutachten ermittelt werden. Die Höhe des möglichen Schadens bezifferte das Gericht bereits auf 120 Millionen bis 1,5 Milliarden Euro.
Am 11. April 2013 wiederholte die Deutsche Bank aus juristischen Gründen ihre Hauptversammlung von 2012.
Nach jahrelangen Auseinandersetzungen wurde der Rechtsstreit zwischen den Kirch-Erben und der Deutschen Bank am 20. Februar 2014 durch einen Vergleich beendet. Die Bank zahlte danach 775 Millionen € plus Zinsen, nach Darstellung des Manager-Magazins eine Gesamtsumme von rd. 925 Millionen €. Hinzu kommen Kosten für Anwälte und Dritte in Millionenhöhe.

## Insolvenzausschüttungen
Gläubiger der Kirch-Gruppe haben insgesamt 1.500 Insolvenzforderungen mit einem Volumen in Höhe von rund 5 Milliarden Euro.
Die erste Ausschüttung fand im Februar 2007 mit einer Quote von 8,0 % statt. Weitere sieben Abschlagsverteilungen fanden in den folgenden Jahren statt und resultierten in einer Quote von insgesamt 26 %. Mit der achten Abschlagszahlung erreichte die Auszahlungsquote 1,3 Milliarden.
Insgesamt wurden nach insgesamt 13 Auszahlungen knapp 2 Milliarden Euro an die Gläubiger zurückgezahlt, was einer ungewöhnlich hohen Quote von rund 40 % der ungesicherten Forderungen entspricht. Ende Juli 2018 stimmte das Amtsgericht München der so genannten Schlussverteilung zu. Damit stand das Insolvenzverfahren kurz vor seinem formalen Abschluss. Etwa  10.000 Arbeitsplätze konnten trotz der Insolvenz der Mediengruppe erhalten werden.

## Unternehmensstruktur
- TaurusHolding GmbH & Co. KG
  - KirchMedia GmbH & Co. KGaA (73 %)

Organigramm der Kirch-Gruppe im Jahre 2002 zum Zeitpunkt ihres Zusammenbruchs.

    - Fernsehen: ProSiebenSat.1 Media (52 %), DSF (100 %), Junior TV (50 %)
    - Produktion: ndF (90 %), Roxy Film (100 %), Filmproduktion Janus (100 %), TaurusMediaTechnik (100 %), JohannisthalSynchron (100 %)
    - Rechtehandel: BetaFilm (100 %), TaurusLizenz (100 %), KirchSport (100 %), ISPR (51 %)

  - KirchPayTV GmbH & Co. KGaA (70 %)
    - Premiere (100 %)
    - BetaDigital (100 %)
    - Teleclub (40 %)

  - KirchBeteiligungs GmbH & Co. KG (100 %)
    - Unitel (100 %)
    - PrintBeteiligungs GmbH (100 %)
    - Axel Springer AG (40 %)
    - Constantin Film (21 %)